# 9e législature de la Saskatchewan
La 9e législature de la Saskatchewan est élue lors des élections générales de juin 1938. L'Assemblée siège du 19 janvier 1939 au 10 mai 1944. Le parti libéral est au pouvoir avec William John Patterson à titre de premier ministre.
Le rôle de chef de l'opposition officielle est assumé par George Hara Williams (en) du Co-operative Commonwealth Federation (CCF).
Charles Agar (en) sert comme président de l'Assemblée durant la législature.

## Membres du parlement
Les membres du parlement suivants sont élus à la suite de l'élection de 1938:
|  | Circonscription électorale | Membre                       | Parti         |
|  | -------------------------- | ---------------------------- | ------------- |
|  | Arm River                  | Gustaf Herman Danielson      | Libéral       |
|  | Athabasca                  | A. Jules Marion              | Libéral       |
|  | Bengough                   | Herman Kersler Warren        | Unity (en)    |
|  | Biggar                     | John Allan Young             | CCF           |
|  | Cannington                 | William John Patterson       | Libéral       |
|  | Canora                     | Myron Henry Feeley           | CCF           |
|  | Cumberland                 | Deakin Alexander Hall        | Libéral       |
|  | Cut Knife                  | William Roseland             | Crédit Social |
|  | Elrose                     | Louis Henry Hantelman        | CCF           |
|  | Gravelbourg                | Edward Milton Culliton       | Libéral       |
|  | Gull Lake                  | Harvey Harold McMahon        | Libéral       |
|  | Hanley                     | Charles Agar                 | Libéral       |
|  | Humboldt                   | James Chisholm King          | Libéral       |
|  | Kelvington                 | Peter Anton Howe             | CCF           |
|  | Kerrobert-Kindersley       | Donald Laing                 | Libéral       |
|  | Kinistino                  | John Richard Parish Taylor   | Libéral       |
|  | Last Mountain              | Jacob Benson                 | CCF           |
|  | Lumsden                    | Robert Scott Donaldson       | Libéral       |
|  | Maple Creek                | John Joseph Mildenberger     | Libéral       |
|  | Meadow Lake                | Donald MacDonald             | Libéral       |
|  | Melfort                    | Oakland Woods Valleau        | CCF           |
|  | Melville                   | John Frederick Herman        | Crédit Social |
|  | Milestone                  | William Pedersen             | Libéral       |
|  | Moose Jaw City             | William Gladstone Ross       | Libéral       |
|  | Moose Jaw City             | William George Baker         | Libéral       |
|  | Moosomin                   | Arthur Thomas Procter        | Libéral       |
|  | Morse                      | Benjamin Thomas Hyde         | Libéral       |
|  | Notukeu-Willow Bunch       | Charles William Johnson      | Libéral       |
|  | Pelly                      | Reginald John Marsden Parker | Libéral       |
|  | Prince Albert              | Thomas Clayton Davis         | Libéral       |
|  | Qu'Appelle-Wolseley        | Frederick Middleton Dundas   | Libéral       |
|  | Redberry                   | Orest Zerebko                | Libéral       |
|  | Regina City                | Percy McCuaig Anderson       | Libéral       |
|  | Regina City                | Bamm David Hogarth           | Libéral       |
|  | Rosetown                   | Neil McVicar                 | Libéral       |
|  | Rosthern                   | John Michael Uhrich          | Libéral       |
|  | Saltcoats                  | Joseph Lee Phelps            | CCF           |
|  | Saskatoon City             | James Wilfred Estey          | Libéral       |
|  | Saskatoon City             | Robert Mitford Pinder        | Libéral       |
|  | Shellbrook                 | Omer Alphonse Demers         | Libéral       |
|  | Souris-Estevan             | Norman Leslie McLeod         | Libéral       |
|  | Swift Current              | James Gordon Taggart         | Libéral       |
|  | The Battlefords            | John Albert Gregory          | Libéral       |
|  | Tisdale                    | John Hewgill Brockelbank     | CCF           |
|  | Torch River                | James Archibald Kiteley      | Libéral       |
|  | Touchwood                  | Tom Johnston                 | CCF           |
|  | Turtleford                 | William Franklin Kerr        | Libéral       |
|  | Wadena                     | George Hara Williams         | CCF           |
|  | Watrous                    | Frank Stephen Krenn          | Libéral       |
|  | Weyburn                    | George Levi Crane            | Libéral       |
|  | Wilkie                     | John Cunningham Knowles      | Libéral       |
|  | Yorkton                    | Alan Carl Stewart            | Unity (en)    |

Notes:
1. 1 2  Élection tenue le 28 juillet 1938

## Représentation
| Parti                    | Parti                       | Membres |
|                          | Libéral                     | 38      |
|                          | Groupe fermier-travailliste | 10      |
|                          | Crédit social               | 2       |
|                          | Unity (en)                  | 2       |
| Total                    | Total                       | 52      |
| Gouvernement majoritaire | Gouvernement majoritaire    | 24      |

Notes: 

## Élections partielles
Des élections partielles peuvent être tenues pour remplacer un membre pour diverses raisons :
| Circonscription | Député élu            | Parti                     | Date de scrutin  | Motif                                                                                      |
| --------------- | --------------------- | ------------------------- | ---------------- | ------------------------------------------------------------------------------------------ |
| Humboldt        | Joseph William Burton | Co-operative Commonwealth | 4 août 1938      | JC King démissionne pour permettre à CM Dunn de faire son entrée à l'Assemblée législative |
| Regina City     | Bernard J. McDaniel   | Libéral                   | 24 novembre 1938 | PM Anderson est nommé juge                                                                 |
| Prince Albert   | Harold John Fraser    | Libéral                   | 16 octobre 1939  | TC Davis est nommé juge                                                                    |
| The Battlefords | Paul Prince           | Libéral                   | 26 juin 1940     | J Gregory se présente en politique fédérale                                                |
| Athabasca       | Hubert Staines        | Libéral                   | 28 juillet 1941  | AJ Marion meurt en 1941                                                                    |

Notes: 